# マン島空港
マン島空港（マンとうくうこう、英語: Isle of Man Airport、マン島語: Purt Aer Vannin）とは、グレートブリテン島とアイルランド島に囲まれたアイリッシュ海の中央に位置するマン島にある空港。「ロナルズウェイ空港」（英語: Ronaldsway Airport）などとも呼ばれる。

## 就航航空会社と就航都市
※ 航空連合は右記のとおり。SA : スターアライアンス、OW : ワンワールド、ST : スカイチーム
※ 語末の★は、格安航空会社 (LCC)

### 旅客便
| 航空会社                                      | 就航地                                                                                             |
| --------------------------------------------- | -------------------------------------------------------------------------------------------------- |
|                                               | |
| イージージェット                              | リバプール 、 ロンドン/ガトウィック 、 ブリストル                                                  |
| ブルーアイランド航空                          | ジャージー                                                                                         |
| ローガンエアー                                | エディンバラ、 バーミンガム、 リバプール 、 ロンドン/シティ、 ロンドン/ヒースロー 、マンチェスター |
| エアリンガスリージョナル 運航はエメラルド航空 | ダブリン                                                                                           |
| フライダイレクト                              | [季節運航] : マラガ、 マヨルカ島、ファロ 、 イビサ島                                               |

### 貨物便
| 航空会社                                    | 就航地               |
| ------------------------------------------- | -------------------- |
| マン島郵便局 運航はウエストアトランティック | イーストミッドランズ |

## 空港アクセス
バス・バンニンによる路線バスが、マン島の首都ダグラスやカッスルタウン、ポート・エリン及びその他の地域に向けて、月曜日から土曜日の日中は20分おきに、夕方及び日曜日は30分おきに運行している。